# Brian Aldiss/Bibliografie
Diese Liste enthält selbstständig erschienene Werke und Kurzgeschichten von Brian Aldiss.

## Zyklen und Romanserien
Die Serien sind nach dem Erscheinungsjahr des ersten Teils geordnet.
Hothouse (Erzählungen)
- Hothouse (in: The Magazine of Fantasy and Science Fiction, February 1961)
- Nomansland (in: The Magazine of Fantasy and Science Fiction, April 1961)
- Undergrowth (in: The Magazine of Fantasy and Science Fiction, July 1961)
- Timberline (in: The Magazine of Fantasy and Science Fiction, September 1961)
- Evergreen (in: The Magazine of Fantasy and Science Fiction, December 1961)
- The Long Afternoon of Earth (1962; auch: Hothouse)
  - Deutsch: Am Vorabend der Ewigkeit : Science Fiction-Roman. Deutsche Übersetzung von Walter Ernsting. Heyne-Bücher #3030, München 1979, ISBN 978-3-453-30583-0. Auch als: Der lange Nachmittag der Erde : Science-fiction-Roman. Mit einer Einleitung von Joseph Milicia und einem Nachwort von Franz Rottensteiner. Deutsche Übersetzung von Reinhard Heinz. Heyne SF&F #61, München 1986, ISBN 978-3-453-31290-6.

Clement Yale (Kurzgeschichten)
- 1 The Circulation of the Blood (in: Impulse, March 1966; auch: The Circulation of the Blood …, 1970)
  - Deutsch: Blutkreislauf … In: Werner Fuchs (Hrsg.): Grotte des tanzenden Wildes. Droemer Knaur (Knaur Science Fiction & Fantasy #5754), 1982, ISBN 978-3-426-05754-4. Auch als: Der Kreislauf des Blutes … In: Brian Aldiss: Der Moment der Eklipse. Übersetzt von Annette von Charpentier. Bastei Lübbe Science Fiction Special #24049, 1983, ISBN 978-3-404-24049-4.
- 2 … And the Stagnation of the Heart (in: New Worlds, #185 December 1968)
  - Deutsch: Klassenkampf. In: Walter Spiegl (Hrsg.): Science-Fiction Stories 25. Ullstein 2000 #45 (2964), 1973. Auch als: … und der Stillstand des Herzens. In: Brian Aldiss: Der Moment der Eklipse. Übersetzt von Annette von Charpentier. Bastei Lübbe Science Fiction Special #24049, 1983, ISBN 978-3-404-24049-4.

Colin Charteris (Kurzgeschichten)
- Multi-Value Motorway (in: New Worlds Speculative Fiction, #174 August 1967)
  - Deutsch: Post Acid Head War. In: Frank Rainer Scheck (Hrsg.): Koitus 80. Kiepenheuer & Witsch, 1970.
- Still Trajectories (in: New Worlds Speculative Fiction, #175 September 1967)
- Auto-Ancestral Fracture (in: New Worlds, #178 December 1967)
- The Serpent of Kundalini (in: New Worlds, #179 February 1968)

The Horatio Stubbs Saga (Romane)
- 1 The Hand-Reared Boy (1970)
  - Deutsch: Gross durch eigene Hand. Übersetzt von Dieter Holmblad. Gala-Verlag, Hamburg 1971, DNB 720016436. Auch als: Abenteuer auf Sumatra : Horatio Stubbs’ erotische Lehr- und Wanderjahre. Übersetzt von Michael Kubiak. Goldmann #9670, München 1991, ISBN 978-3-442-09670-1.
- 2 A Soldier Erect; or Further Adventures of the Hand-Reared Boy (1971, in: A Soldier Erect; or Further Adventures of the Hand-Reared Boy)
  - Deutsch: Der aufrechte Soldat : Horatio Stubbs’ erotische Lehrjahre. Übersetzt von Michael Kubiak. Goldmann #9671, München 1991, ISBN 978-3-442-09671-8.
- 3 A Rude Awakening (1978)
  - Deutsch: Schule der Leidenschaft : Horatio Stubbs’ erotisches Erwachen. Übersetzt von Michael Kubiak. Goldmann #9672, München 1990, ISBN 978-3-442-09672-5.
- The Horatio Stubbs Saga (Sammelausgabe von 1–3; 1985)

Supertoys (Kurzgeschichten)
- 1 Super-Toys Last All Summer Long (1970, in: The Moment of Eclipse; auch: Supertoys Last All Summer Long, 2001)
  - Deutsch: Superspielzeug hält den ganzen Sommer. In: Brian Aldiss: Dunkler Bruder Zukunft. Originalzusammenstellung. Bastei Lübbe Science Fiction Special #24034, 1982, ISBN 978-3-404-24034-0.
- 2 Supertoys When Winter Comes (2001, in: Supertoys Last All Summer Long and Other Stories of Future Time)
  - Deutsch: Superspielzeug bei Einbruch des Winters. In: Brian Aldiss: Künstliche Intelligenzen. Heyne Allgemeine Reihe #20078, 2001, ISBN 978-3-453-19100-6.
- 3 Supertoys in Other Seasons (2001, in: Supertoys Last All Summer Long and Other Stories of Future Time)
  - Deutsch: Superspielzeug in anderen Jahreszeiten. In: Brian Aldiss: Künstliche Intelligenzen. Heyne Allgemeine Reihe #20078, 2001, ISBN 978-3-453-19100-6.
- 4 Supertoys: Play Can Be So Deadly (in: Playboy, July 2001)
- 5 Supertoys: What Fun to Be Reborn (in: Playboy, July 2001)
- Supertoys Last All Summer Long and Other Stories of Future Time (Sammelausgabe; 2001)
  - Deutsch: Künstliche Intelligenzen : Geschichten aus der Zukunft. Übersetzt von Usch Kiausch. Heyne-Bücher #20078, München 2001, ISBN 978-3-453-19100-6.

Helliconia
- 1 Helliconia Spring (1982)
  - Deutsch: Helliconia Frühjahr. Hohenheim Edition SF #30, 1983, ISBN 978-3-8147-0030-4. Auch als: Helliconia: Frühling. Heyne (Bibliothek der Science Fiction Literatur #50), 1985, ISBN 978-3-453-31157-2.
- 2 Helliconia Summer (1983)
  - Deutsch: Helliconia: Sommer. Übersetzt von Walter Brumm. Heyne (Bibliothek der Science Fiction Literatur #51), 1985, ISBN 978-3-453-31158-9.
- 3 Helliconia Winter (1985)
  - Deutsch: Helliconia: Winter. Übersetzt von Walter Brumm. Heyne (Bibliothek der Science Fiction Literatur #52), 1985, ISBN 978-3-453-31159-6.
- Helliconia (Sammelausgabe von 1, 2, 3; 1996; auch: The Helliconia Trilogy, 2016)

Squire Quartet (Romane)
- 1 Life in the West (1980)
  - Deutsch: Die Freuden des Westens : Ein Zivilisationsroman. Übersetzt von Waltraud Götting. Lübbe (Bastei-Lübbe-Taschenbuch #13031), Bergisch Gladbach 1986, ISBN 978-3-404-13031-3.
- 2 Forgotten Life (1988)
- 3 Remembrance Day (1993)
- 4 Somewhere East of Life (1994)

### Enigma (Kurzgeschichten)
Three Enigmas I
- 1 The Enigma of Her Voyage (1973, in: Kenneth Bulmer (Hrsg.): New Writings in SF 22)
- 2 I Ching, Who You? (1973, in: Kenneth Bulmer (Hrsg.): New Writings in SF 22)
- 3 The Great Chain of Being What? (1973, in: Kenneth Bulmer (Hrsg.): New Writings in SF 22)

Three Enigmas IIThe Eternal Theme Of Exile
- 1 The Eternal Theme of Exile (1973, in: Kenneth Bulmer (Hrsg.): New Writings in SF 23)
  - Deutsch: Das ewigdauernde Thema Exil. In: Brian Aldiss: Die letzte Runde. Übersetzt von Annette von Charpentier. Bastei Lübbe Science Fiction Special #24056, 1984, ISBN 978-3-404-24056-2.
- 2 All Those Enduring Old Charms (1973, in: Kenneth Bulmer (Hrsg.): New Writings in SF 23)
  - Deutsch: Ach dieser unvergängliche alte Zauber. In: Brian Aldiss: Die letzte Runde. Übersetzt von Annette von Charpentier. Bastei Lübbe Science Fiction Special #24056, 1984, ISBN 978-3-404-24056-2.
- 3 Nobody Spoke Or Waved Goodbye (1973, in: Kenneth Bulmer (Hrsg.): New Writings in SF 23)
  - Deutsch: Niemand sprach oder winkte Lebwohl. In: Brian Aldiss: Die letzte Runde. Übersetzt von Annette von Charpentier. Bastei Lübbe Science Fiction Special #24056, 1984, ISBN 978-3-404-24056-2.

Three Enigmas IIIAll in God’s Mind
- 1 The Unbearableness of Other Lives (1974, in: Kenneth Bulmer (Hrsg.): New Writings in SF 24)
- 2 The Old Fleeing and Fleeting Images (1974, in: Kenneth Bulmer (Hrsg.): New Writings in SF 24)
- 3 Looking on the Sunny Side of an Eclipse (1974, in: Kenneth Bulmer (Hrsg.): New Writings in SF 24)

Three Enigmas IVThree Coins in [Enigmatic|Clockwork] Fountain
- 1 Carefully Observed Women (1975, in: Kenneth Bulmer (Hrsg.): New Writings in SF (26))
  - Deutsch: Sorgfältig beobachtete Frau. In: Brian Aldiss: Die letzte Runde. Übersetzt von Annette von Charpentier. Bastei Lübbe Science Fiction Special #24056, 1984, ISBN 978-3-404-24056-2.
- 2 The Daffodil Returns the Smile (1975, in: Kenneth Bulmer (Hrsg.): New Writings in SF (26))
  - Deutsch: Die Narzisse lächelt zurück. In: Brian Aldiss: Die letzte Runde. Übersetzt von Annette von Charpentier. Bastei Lübbe Science Fiction Special #24056, 1984, ISBN 978-3-404-24056-2.
- 3 The Year of the Quiet Computer (1975, in: Kenneth Bulmer (Hrsg.): New Writings in SF (26))
  - Deutsch: Das Jahr des ruhigen Computers. In: Brian Aldiss: Die letzte Runde. Übersetzt von Annette von Charpentier. Bastei Lübbe Science Fiction Special #24056, 1984, ISBN 978-3-404-24056-2.

Three Deadly EnigmasV: Year by Year the Evil Gains
- 1 Within the Black Circle (1975, in: Kenneth Bulmer (Hrsg.): New Writings in SF (27))
  - Deutsch: In dem schwarzen Kreis. In: Brian Aldiss: Die letzte Runde. Übersetzt von Annette von Charpentier. Bastei Lübbe Science Fiction Special #24056, 1984, ISBN 978-3-404-24056-2.
- 2 Killing Off the Big Animals (1975, in: Kenneth Bulmer (Hrsg.): New Writings in SF (27))
  - Deutsch: Werden die großen Tiere getötet. In: Brian Aldiss: Die letzte Runde. Übersetzt von Annette von Charpentier. Bastei Lübbe Science Fiction Special #24056, 1984, ISBN 978-3-404-24056-2.
- 3 What Are You Doing? Why Are You Doing It? (1975, in: Kenneth Bulmer (Hrsg.): New Writings in SF (27))
  - Deutsch: Was tust du? Warum tust du es? In: Brian Aldiss: Die letzte Runde. Übersetzt von Annette von Charpentier. Bastei Lübbe Science Fiction Special #24056, 1984, ISBN 978-3-404-24056-2.

The Bones of Bertrand RussellA Tryptich of Absurd Enigmatic Plays
- 1 Futurity Takes a Hand (1976, in: Kenneth Bulmer (Hrsg.): New Writings in SF (28))
  - Deutsch: Das Zukünftige nimmt die Dinge in die Hand. In: Wolfgang Jeschke (Hrsg.): Die Gebeine des Bertrand Russell. Heyne SF & F #4057, 1984, ISBN 978-3-453-31000-1.
- 2 Through a Galaxy Backwards (1976, in: Kenneth Bulmer (Hrsg.): New Writings in SF (28))
  - Deutsch: Rückwärts durch die Galaxis. In: Wolfgang Jeschke (Hrsg.): Die Gebeine des Bertrand Russell. Heyne SF & F #4057, 1984, ISBN 978-3-453-31000-1.
- 3 Where Walls Are Hung with Multi-Media Portraits (1976, in: Kenneth Bulmer (Hrsg.): New Writings in SF (28))
  - Deutsch: Wo an den Wänden lauter Multi-Media-Porträts hängen. In: Wolfgang Jeschke (Hrsg.): Die Gebeine des Bertrand Russell. Heyne SF & F #4057, 1984, ISBN 978-3-453-31000-1.

Diagrams For Three (Enigmatic) Stories
- 1 The Girl in the Tau-Dream (1974, in: Edward L. Ferman und Barry N. Malzberg (Hrsg.): Final Stage: The Ultimate Science Fiction Anthology)
  - Deutsch: Das Mädchen aus dem tau-Traum. In: Brian Aldiss: Die letzte Runde. Übersetzt von Annette von Charpentier. Bastei Lübbe Science Fiction Special #24056, 1984, ISBN 978-3-404-24056-2.
- 2 The Immobility Crew (1974, in: Edward L. Ferman und Barry N. Malzberg (Hrsg.): Final Stage: The Ultimate Science Fiction Anthology)
  - Deutsch: Die Immobilitätsmannschaft. In: Brian Aldiss: Die letzte Runde. Übersetzt von Annette von Charpentier. Bastei Lübbe Science Fiction Special #24056, 1984, ISBN 978-3-404-24056-2.
- 3 A Cultural Side-Effect (1974, in: Edward L. Ferman und Barry N. Malzberg (Hrsg.): Final Stage: The Ultimate Science Fiction Anthology)
  - Deutsch: Eine kulturelle Nebenwirkung. In: Brian Aldiss: Die letzte Runde. Übersetzt von Annette von Charpentier. Bastei Lübbe Science Fiction Special #24056, 1984, ISBN 978-3-404-24056-2.

Three Moon Enigmas
- 1 His Seventieth Heaven (1995, in: The Secret of This Book)
- 2 Rose in the Evening (1995, in: The Secret of This Book)
- 3 On the Inland Sea (1995, in: The Secret of This Book)

Her Toes Were Beautiful on the [Hilltops|Mountains]
- 1 Another Way Than Death (1992, in: Karen Haber und Robert Silverberg (Hrsg.): Universe 2)
- 2 That Particular Green of Obsequies (1992, in: Karen Haber und Robert Silverberg (Hrsg.): Universe 2)

Three Revolutionary Enigmas
- 1 The Fall of Species B (1983, in: Bestsellers Vol. 3, No. 9: Best of Aldiss)
  - Deutsch: Der Untergang der Gattung B. In: Peter Wilfert (Hrsg.): Tor zu den Sternen. Goldmann Science Fiction #23400, 1981, ISBN 978-3-442-23400-4.
- 2 In the Halls of the Hereafter (1983, in: Bestsellers Vol. 3, No. 9: Best of Aldiss)
  - Deutsch: In den Hallen des Jenseits. In: Peter Wilfert (Hrsg.): Tor zu den Sternen. Goldmann Science Fiction #23400, 1981, ISBN 978-3-442-23400-4.
- 3 The Ancestral Home of Thought (1983, in: Bestsellers Vol. 3, No. 9: Best of Aldiss)
  - Deutsch: Das archaische Heim des Geistes. In: Peter Wilfert (Hrsg.): Tor zu den Sternen. Goldmann Science Fiction #23400, 1981, ISBN 978-3-442-23400-4.

The Aperture Moment
- 1 Waiting for the Universe to Begin (1975, in: Roger Elwood und Robert Silverberg (Hrsg.): Epoch; auch: Waiting For the Universe To Begin, 1990)
  - Deutsch: Warten auf den Beginn des Universums. In: Brian Aldiss: Die letzte Runde. Übersetzt von Annette von Charpentier. Bastei Lübbe Science Fiction Special #24056, 1984, ISBN 978-3-404-24056-2.
- 2 But Without Orifices (1975, in: Roger Elwood und Robert Silverberg (Hrsg.): Epoch)
  - Deutsch: Aber ohne Öffnungen. In: Brian Aldiss: Die letzte Runde. Übersetzt von Annette von Charpentier. Bastei Lübbe Science Fiction Special #24056, 1984, ISBN 978-3-404-24056-2.
- 3 Aimez-Vous Holman Hunt? (1975, in: Roger Elwood und Robert Silverberg (Hrsg.): Epoch)
  - Deutsch: Aimez-vous Holman Hunt? In: Brian Aldiss: Die letzte Runde. Übersetzt von Annette von Charpentier. Bastei Lübbe Science Fiction Special #24056, 1984, ISBN 978-3-404-24056-2.

Three Songs for Enigmatic Lovers
- 1 A One-Man Expedition Through Life (in: The Magazine of Fantasy and Science Fiction, November 1974)
- 2 The Taste of Shrapnel (in: The Magazine of Fantasy and Science Fiction, November 1974)
- 3 40 Million Miles from the Nearest Blonde (in: The Magazine of Fantasy and Science Fiction, November 1974; auch: Forty Million Miles from the Nearest Blonde, 1978)

## Einzelromane
- The Brightfount Diaries (1955)
- Non-Stop (1958; auch: Starship, 1959)
  - Deutsch: Fahrt ohne Ende. Übersetzt von Michael Fröhwein. Moewig (Terra #2), München 1956, DNB 363272607. Auch als: Fahrt ohne Ende. Übersetzt von Wulf H. Bergner. Heyne SF & F #3191, 1970. Auch als: Die unendliche Reise. Übersetzt von Bernd Seligmann und Brigitte Borngässer Bastei Lübbe Science Fiction Bestseller #22075, 1984, ISBN 978-3-404-22075-5. Auch: Starship – verloren im Weltraum. Übersetzt von Andrea Blendl. Mantikore Verlag, Frankfurt am Main 2018, ISBN 978-3-96188-017-1.
- X for Exploitation (1960, in: New Worlds Science Fiction, #92 March; auch: Bow Down to Nul; auch: The Interpreter, 1961)
  - Deutsch: Unter dem Terror fremder Sterne. Übersetzt von Clark Darlton. Übersetzt von Walter Ernsting. Balowa-Verlag, DNB 770510205. Auch: Moewig (Terra #250), 1962. Auch als: Die Herrschaft der Nul. Pabel (Utopia Zukunftsroman #553), 1967. Auch als: Unterdrücker der Erde. Übersetzt von Clark Darlton. Ullstein 2000 #133 (Ullstein-Bücher #3364), 1977, ISBN 978-3-548-03364-8.
- The Male Response (1961)
  - Deutsch: O! Afrika. Ins Deutsche übertragen von Hans Wolf Sommer. Bastei-Verlag Lübbe (Bastei-Lübbe-Taschenbuch #13094), Bergisch Gladbach 1987, ISBN 978-3-404-13094-8.
- The Primal Urge (1961; auch: Minor Operation, 1962)
  - Deutsch: Es brennt ein Licht : Roman über die 3. sexuelle Revolution im Namen der englischen Volksgesundheit. Übersetzt von Waltraud Götting. Bastei-Verlag Lübbe (Bastei-Lübbe-Taschenbuch #13004), Bergisch Gladbach 1985, ISBN 978-3-404-13004-7.
- The Dark Light-Years (1964)
  - Deutsch: Die dunklen Lichtjahre. Deutsche Übersetzung von Hans Maeter. Heyne SF&F #3945, München 1983, ISBN 978-3-453-30873-2.
- Greybeard (1964)
  - Deutsch: Aufstand der Alten.Deutsche Übersetzung aus dem Englischen von Walter Brumm.  Heyne SF & F #3107, 1967. Auch als: Graubart. Heyne (Bibliothek der Science Fiction Literatur #74), 1989, ISBN 978-3-453-03449-5.
- Earthworks (1965)
  - Deutsch: Tod im Staub : Science-Fiction-Roman. Übersetzt von Evelyn Linke. Lichtenberg (Science Fiction für Kenner #1, München 1970).
- Report on Probability A (in: New Worlds and SF Impulse, March 1967; Einzelausgabe 1968)
  - Deutsch: Report über Probabilität A. Übersetzt von Karl H. Kosmehl. Ullstein 2000 #123 (Ullstein-Bücher #3293), 1976, ISBN 978-3-548-03293-1.
- An Age (in: New Worlds Speculative Fiction, #176 October 1967; auch: Cryptozoic!, 1968; auch: Cryptozoic, 1973)
  - Deutsch: Kryptozoikum. Übersetzt von Karl H. Kosmehl. Ullstein 2000 #121 (Ullstein-Bücher #3277), 1976, ISBN 978-3-548-13277-8. Auch: Bastei-Lübbe-Taschenbuch #24080, 1986, ISBN 978-3-404-24080-7.
- Barefoot in the Head (1969)
  - Deutsch: Barfuss im Kopf : Science-fiction-Roman. Übersetzt von Joachim Körber. Bastei-Verl. Lübbe (Bastei-Lübbe-Taschenbuch #24105), Bergisch Gladbach 1988, ISBN 978-3-404-24105-7. Auch als: Barfuss im Kopf : Ein psychedelischer Roman. Ed. Phantasia, Linkenheim 1988, ISBN 978-3-924959-24-1.
- Frankenstein Unbound (1973)
  - Deutsch: Der entfesselte Frankenstein. Deutsche Übersetzung von Irene Holicki. Heyne SF&F #4103, München 1984, ISBN 978-3-453-31063-6.
- The Eighty-Minute Hour: A Space Opera (1974)
  - Deutsch: Die Achtzig-Minuten-Stunde. Übersetzt von Sigrid Ehemann. Bastei Lübbe Science Fiction Bestseller #22016, 1980, ISBN 978-3-404-01470-5.
- Excommunication (1975, Kurzroman)
- The Malacia Tapestry (1976)
  - Deutsch: Der Malacia-Gobelin : Fantasy-Roman. Deutsche Übersetzung von Walter Brumm. Heyne SF & F #3625, München 1978, ISBN 978-3-453-30535-9.
- Brothers of the Head (1977)
  - Deutsch: Die Brüder des Kopfes. In: Dunkler Bruder Zukunft. Bastei Lübbe Science Fiction Special #24034, 1982, ISBN 978-3-404-24034-0.
- Enemies of the System: A Tale of Homo Uniformis (1978)
  - Deutsch: Feinde des Systems. In: Wolfgang Jeschke (Hrsg.): Feinde des Systems. Heyne SF & F #3805, 1981, ISBN 978-3-453-30707-0.
- A Chinese Perspective (1978, Kurzroman in: Christopher Priest (Hrsg.): Anticipations)
  - Deutsch: Chinesische Perspektiven. In: Brian Aldiss: Dunkler Bruder Zukunft. Originalzusammenstellung. Bastei Lübbe Science Fiction Special #24034, 1982, ISBN 978-3-404-24034-0.
- Pile: Petals from St. Klaed’s Computer (1979, Kurzroman; mit Mike Wilks)
- Moreau’s Other Island (1980; auch: An Island Called Moreau, 1981)
  - Deutsch: Dr. Moreau’s neue Insel. Übersetzt von Heinz Zwack. Hohenheim (Edition SF im Hohenheim Verlag), 1981, ISBN 978-3-8147-0012-0. Auch als: Dr. Moreaus neue Insel. Heyne SF & F #4205, 1985, ISBN 978-3-453-31179-4.
- A Romance of the Equator (1980, Kurzroman in: A Romance of the Equator)
  - Deutsch: Liebe am Äquator. In: Friedel Wahren (Hrsg.): Isaac Asimovs Science Fiction Magazin 20. Folge. Heyne SF & F #4034, 1983, ISBN 978-3-453-30975-3. Auch als: Eine Liebesgeschichte am Äquator. In: Brian Aldiss: Der Flug der Gezeiten. Bastei Lübbe Science Fiction Special #24110, 1988, ISBN 978-3-404-24110-1.
- Journey to the Goat Star (Kurzroman in: Something Else, #3, Spring 1984)
- My Country ’Tis Not Only of Thee (1986)
- Ruins (1987, Kurzroman)
  - Deutsch: Ruinen. In: Brian Aldiss: Der Flug der Gezeiten. Bastei Lübbe Science Fiction Special #24110, 1988, ISBN 978-3-404-24110-1.
- The Year Before Yesterday (1987; auch: Cracken at Critical)
- Sex and the Black Machine (1990, Kurzroman)
- Dracula Unbound (1991)
- Kindred Blood in Kensington Gore (1992, Kurzroman)
- White Mars, or, The Mind Set Free: A 21st-Century Utopia (1999; mit Roger Penrose)
  - Deutsch: Weißer Mars oder: Aufbruch zur Vernunft: eine Utopie des 21. Jahrhunderts. Mit einer Charta für die Besiedlung des Mars von Professor Laurence Lustgarten Übersetzt von Usch Kiausch. Heyne SF & F #6350, 1999, ISBN 978-3-453-16168-9.
- Art After Apogee (2000, Kurzroman; mit Rosemary Phipps)
- Super-State (2002)
- The Cretan Teat (2002; auch: Cretan Teat, 2014)
- Affairs at Hampden Ferrers (2004)
- Sanity and the Lady (2005)
- Jocasta (2006)
- HARM (2007)
  - Deutsch: Terror. Übersetzt von Michael Plogmann. Ed. Phantasia (Phantasia-Paperback / Science-Fiction #1011), Bellheim 2009, ISBN 978-3-937897-35-6.
- Finches of Mars (2012)
- Comfort Zone (2013)
- Walcot (2015)

## Sammlungen
Best Science Fiction Stories of Brian W. Aldiss
- Best Science Fiction Stories of Brian Aldiss (1965; auch: Who Can Replace a Man?, 1966)
  - Deutsch: Der unmögliche Stern. Übersetzt von Rudolf Hermstein. Insel (Phantastische Wirklichkeit: Science Fiction der Welt), 1972. Auch: Suhrkamp (Phantastische Bibliothek #80), 1982, ISBN 978-3-518-37334-7.
- Best Science Fiction Stories of Brian W. Aldiss (1971)
- Best SF Stories of Brian W. Aldiss (1988; auch: Man in His Time: The Best Science Fiction Stories of Brian W. Aldiss, 1989)

The Brian Aldiss CollectionThe Complete Short Stories (Sammlungen)
- 2 The Complete Short Stories: The 1960s (Part 1) (2015)
- 3 The Complete Short Stories: The 1960s (Part 2) (2015)
- 4 The Complete Short Stories: The 1960s (Part 3) (2015)
- 5 The Complete Short Stories: The 1960s (Part 4) (2015)

Erzählbände
- Space, Time and Nathaniel (1957)
  - Deutsch: Raum, Zeit und Nathaniel : Science-Fiction-Stories. Deutsche Übersetzung von Birgit Ress-Bohusch. Heyne-Bücher #3406, München 1974, ISBN 978-3-453-30301-0.
- The Canopy of Time (1959)
- Galaxies Like Grains of Sand (1960)
  - Deutsch: Das Ende aller Tage. Übersetzt von Walter Brumm. Moewig (Terra-Taschenbuch #120), München 1967, DNB 454555245.
- The Airs of Earth: Science Fiction Stories (1963)
- Starswarm (1964)
  - Deutsch: Der Sternenschwarm. Übersetzt von Wulf H. Bergner. Heyne-Bücher #3124, München 1968, DNB 454555318.
- The Saliva Tree and Other Strange Growths (1966; auch: The Saliva Tree and Other Growths, 1968; auch: The Saliva Tree, 1973)
- Intangibles Inc. and Other Stories (1969)
  - Deutsch: Die neuen Neandertaler. Übersetzt von Walter Brumm. Heyne SF & F #3195, 1970, DNB 454555261.
- The Moment of Eclipse (1970)
  - Deutsch: Der Moment der Eklipse. Übersetzt von Annette von Charpentier. Bastei Lübbe Science Fiction Special #24049, 1983, ISBN 978-3-404-24049-4.
- The Book of Brian Aldiss (1972; auch: The Comic Inferno, 1973)
  - Deutsch: Alle Tränen dieser Erde. Übersetzt von Tony Westermayr. Goldmann Science Fiction #0238, 1976, ISBN 978-3-442-23238-3.
- Last Orders and Other Stories (1977; auch: Last Orders, 1990)
  - Deutsch: Die letzte Runde. Übersetzt von Annette von Charpentier. Bastei Lübbe Science Fiction Special #24056, 1984, ISBN 978-3-404-24056-2.
- New Arrivals, Old Encounters (1979)
- Foreign Bodies (1981)
- Farewell to a Child (1982)
- Bestsellers Vol. 3, No. 9: Best of Aldiss (1983)
- Seasons in Flight (1984)
  - Deutsch: Der Flug der Gezeiten : Eine Reise an die Grenzen der menschlichen Vorstellungskraft Bastei Lübbe Science Fiction Special #24110, 1988, ISBN 978-3-404-24110-1.
- A Romance of the Equator: Best Fantasy Stories (1989)
- A Tupolev Too Far and Other Stories (1993)
- At the Caligula Hotel and Other Poems (1995)
- The Secret of This Book (1995; auch: Common Clay: 20-Odd Stories, 1996)
- A Plutonian Monologue on His Wife’s Death (2000)
- At a Bigger House (2000)
- The Dark Sun Rises (2002)
- A Prehistory of Mind (2008)

deutsche Originalzusammenstellungen
- Dunkler Bruder Zukunft : Science fiction-Stories. Deutsche Übersetzung: Ralph Tegtmeier. Bastei-Verlag Lübbe (Bastei Lübbe #24034), 1982, ISBN 978-3-404-24034-0.
- Galactic Gallery : Science-fiction-Erzählungen. Zweisprachig Englisch-Deutsch. Übersetzung von Richard Fenzl. Deutscher Taschenbuch-Verlag (dtv #9193), München 1982, ISBN 978-3-423-09193-0.

## Anthologien (als Herausgeber)
Penguin Science Fiction
- 1 Penguin Science Fiction (1961)
- 2 More Penguin Science Fiction (1963)
- 3 Yet More Penguin Science Fiction (1964)
- The Penguin Science Fiction Omnibus (1973)

Nebula Awards
- 2 Nebula Award Stories Two (1967; auch: Nebula Award Stories 1967; mit Harry Harrison)
  - Deutsch: Der Tag Million. Lichtenberg (Science Fiction für Kenner #9), 1971, ISBN 978-3-7852-2009-2.

Best SF (mit Harry Harrison)
- 1 Best SF: 1967 (1968; auch: The Year’s Best Science Fiction No. 1)
- 2 The Year’s Best Science Fiction, No. 2 (1969; auch: Best SF: 1968; auch: The Year’s Best Science Fiction, 1977)
- 3 The Year’s Best Science Fiction No. 3 (1970; auch: Best SF: 1969)
- 4 The Year’s Best Science Fiction No. 4 (1971; auch: Best SF: 1970)
- 5 Best SF: 1971 (1972; auch: The Year’s Best Science Fiction No. 5)
- 6 Best SF: 1972 (1973; auch: The Year’s Best SF 1972; auch: The Year’s Best Science Fiction No. 6)
- 7 Best SF: 1973 (1974; auch: The Year’s Best Science Fiction No. 7, 1975)
- 8 Best SF: 1974 (1975; auch: The Year’s Best Science Fiction No. 8, 1976)
- 9 The Year’s Best Science Fiction No. 9 (1976; auch: Best SF: 75, The Ninth Annual)

The Astounding-Analog Reader (mit Harry Harrison)
- 1 The Astounding-Analog Reader, Volume 1 (1972)
- 2 The Astounding-Analog Reader, Volume 2 (1973)

Decade (mit Harry Harrison)
- 1 Decade: The 1940s (1975)
- 2 Decade: The 1950s (1976)
- 3 Decade: The 1960s (1977)

Galactic Empires
- 1 Galactic Empires Volume One (1976)
  - Deutsch: Titan 18. Heyne SF & F #3920, 1982, ISBN 978-3-453-30846-6. Titan 19. Heyne SF & F #3949, 1983, ISBN 978-3-453-30879-4.
- 2 Galactic Empires Volume Two (1976)
  - Deutsch: Titan 20. Heyne SF & F #3991, 1983, ISBN 978-3-453-30926-5. Auch als: Titan 21. Heyne SF & F #4036, 1983, ISBN 978-3-453-30977-7. Titan 21. Heyne SF & F #4036, 1983, ISBN 978-3-453-30977-7.
- Galactic Empires (1988)

The Book of Mini-Sagas (Anthologien)
- 1 The Book of Mini-Sagas I (1985)
- 2 The Book of Mini-Sagas II (1988)

einzelne Anthologien
- Best Fantasy Stories (1962)
- Introducing SF: A Science Fiction Anthology (1964)
- All About Venus (1968; auch: Farewell, Fantastic Venus!; mit Harry Harrison)
- Space Opera (1974)
- Space Odysseys (1974)
- Evil Earths (1975)
  - Deutsch: Titan 22. Heyne SF & F #4118, 1984, ISBN 978-3-453-31078-0. Auch als: Titan 23. Heyne SF & F #4171, 1985, ISBN 978-3-453-31133-6. Auch als: Titan 23. Heyne SF & F #4171, 1985, ISBN 978-3-453-31133-6.
- Perilous Planets (1978)
- The Penguin World Omnibus of Science Fiction (1986; mit Sam J. Lundwall)

## Sachliteratur, Essays und Autobiographisches
- The Shape of Further Things (1970)
- Billion Year Spree (1973)
  - Deutsch: Der Millionen-Jahre-Traum : Die Geschichte der Science Fiction. Übersetzt von Michael Görden. Bastei Lübbe Science Fiction Special #24002, 1980, ISBN 978-3-404-24002-9.
- SF Horizons (1975; mit Harry Harrison)
- Hell’s Cartographers: Some Personal Histories of Science Fiction Writers (1975; mit Harry Harrison)
- Science Fiction Art (1975)
- Science Fiction as Science Fiction (1978)
- This World and Nearer Ones: Essays Exploring the Familiar (1979)
- Science Fiction Quiz (1983)
- The Pale Shadow of Science (1985)
- … And the Lurid Glare of the Comet (1986)
- Trillion Year Spree: The History of Science Fiction (1986; mit David Wingrove)
  - Deutsch: Der Milliarden-Jahre-Traum : Die Geschichte der Science-fiction. Übersetzt von Michael Görden. Bastei Lübbe Paperback #28160, 1987, ISBN 978-3-404-28160-2. Auch als: Der Milliarden-Jahre-Traum. Neuausgabe. Bastei Lübbe Science Fiction Special #24135, 1990, ISBN 978-3-404-24135-4.
- Bury My Heart at W. H. Smith’s (1990)
- The Detached Retina: Aspects of SF and Fantasy (1995)
- The Twinkling of an Eye, or, My Life as an Englishman (1998)
- When the Feast Is Finished (1999; mit Margaret Aldiss)
- An Exile on Planet Earth: Articles and Reflections (2012)

## Kurzgeschichten

### 1950er Jahre
1954
- Criminal Record (in: Science Fantasy, July 1954)
  - Deutsch: Polizeibericht. In: Raum, Zeit und Nathaniel. Heyne SF & F #3406, 1974, ISBN 978-3-453-30301-0.

1955
- Outside (in: New Worlds Science Fiction, #31 January 1955)
  - Deutsch: Draußen. In: Der unmögliche Stern. Insel (Phantastische Wirklichkeit: Science Fiction der Welt), 1972.
- Breathing Space (in: Science Fantasy, February 1955)
- The Great Time Hiccup (1955, in: Nebula Science Fiction, Number 12)
- Pogsmith (in: Authentic Science Fiction Monthly, #57 May 1955)
  - Deutsch: Pogsmith. In: Raum, Zeit und Nathaniel. Heyne SF & F #3406, 1974, ISBN 978-3-453-30301-0.
- Our Kind of Knowledge (in: New Worlds Science Fiction, #36 June 1955)
  - Deutsch: Unsere Erkenntnis. In: Raum, Zeit und Nathaniel. Heyne SF & F #3406, 1974, ISBN 978-3-453-30301-0.
- Not for an Age (1955, in: A.D. 2500: The Observer Prize Stories 1954)
  - Deutsch: Eine Ewigkeit nicht. In: Der unmögliche Stern. Insel (Phantastische Wirklichkeit: Science Fiction der Welt), 1972. Auch als: Für alle Zeit. In: Raum, Zeit und Nathaniel. Heyne SF & F #3406, 1974, ISBN 978-3-453-30301-0.
- Panel Game (in: New Worlds Science Fiction, #42 December 1955)
  - Deutsch: Tele-Vision. In: Raum, Zeit und Nathaniel. Heyne SF & F #3406, 1974, ISBN 978-3-453-30301-0.

1956
- Non-Stop (in: Science Fantasy, v 6 #17, 1956)
  - Deutsch: Fahrt ohne Ende. Übersetzt von Michael Fröhwein. Moewig (Terra #2), 1957.
- There Is a Tide (in: New Worlds Science Fiction, #44 February 1956)
  - Deutsch: Die Flut. In: Raum, Zeit und Nathaniel. Heyne SF & F #3406, 1974, ISBN 978-3-453-30301-0.
- The Failed Men (in: Science Fantasy, v 6 #18, 1956; auch: Ahead, 1965)
  - Deutsch: Voraus. In: Der unmögliche Stern. Insel (Phantastische Wirklichkeit: Science Fiction der Welt), 1972. Auch als: Die Gescheiterten. In: Raum, Zeit und Nathaniel. Heyne SF & F #3406, 1974, ISBN 978-3-453-30301-0.
- Psyclops (in: New Worlds Science Fiction, #49 July 1956)
  - Deutsch: Der Ungeborene. In: Arnulf D. Krauß und Helmuth W. Mommers (Hrsg.): 7 Science Fiction-Stories. Heyne-Anthologien #17, 1966. Auch als: Psyklop. In: Der unmögliche Stern. Insel (Phantastische Wirklichkeit: Science Fiction der Welt), 1972. Auch als: Psiklopen. In: Raum, Zeit und Nathaniel. Heyne SF & F #3406, 1974, ISBN 978-3-453-30301-0.
- Conviction (in: New Worlds Science Fiction, #51 September 1956)
  - Deutsch: Die galaktische Prüfung. In: Die galaktische Prüfung und andere SF-Stories. Pabel (Utopia Zukunftsroman #485), 1966. Auch als: Das Urteil. In: Raum, Zeit und Nathaniel. Heyne SF & F #3406, 1974, ISBN 978-3-453-30301-0.
- T (1956, in: Nebula Science Fiction, Number 18)
  - Deutsch: T. In: Raum, Zeit und Nathaniel. Heyne SF & F #3406, 1974, ISBN 978-3-453-30301-0.
- Dumb Show (1956, in: Nebula Science Fiction, Number 19)
  - Deutsch: Pantomime. In: Der unmögliche Stern. Insel (Phantastische Wirklichkeit: Science Fiction der Welt), 1972.
- With Esmond in Mind (in: Science Fantasy, v 7 #20, 1956)

1957
- No Gimmick (in: Science Fantasy, v 7 #21, 1957)
- Oh, Ishrael! (in: New Worlds Science Fiction, #58 April 1957; auch: O Ishrail!, 1959)
  - Deutsch: Das dunkle Zeitalter. In: Das Ende aller Tage. Moewig (Terra Taschenbuch #120), 1967.
- All the World’s Tears (1957, in: Nebula Science Fiction, Number 21)
  - Deutsch: Das sterile Zeitalter. In: Das Ende aller Tage. Moewig (Terra Taschenbuch #120), 1967. Auch als: Alle Tränen dieser Erde. In: Alle Tränen dieser Erde. Übersetzt von Tony Westermayr. Goldmann Science Fiction #0238, 1976, ISBN 978-3-442-23238-3. Auch als: Alle Tränen dieser Welt. In: Josh Pachter (Hrsg.): Top Science Fiction. Heyne SF & F #4352, 1987, ISBN 978-3-453-00431-3.
- Let’s Be Frank (in: Science Fantasy, June 1957)
- Gesture of Farewell (in: New Worlds Science Fiction, #61 July 1957)
- What Triumphs? (in: Authentic Science Fiction, #82 (July) 1957; auch: Visiting Amoeba, 1959)
  - Deutsch: Das letzte Zeitalter. In: Das Ende aller Tage. Moewig (Terra Taschenbuch #120), 1967.
- Flowers of the Forest (in: Science Fantasy, August 1957; auch: The Flowers of the Forest, 1965)
  - Deutsch: Tod einer Hexe. In: John Carnell (Hrsg.): Panoptikum des Schreckens. Pabel (Vampir Taschenbuch #6), 1974. Auch als: Die Blumen des Waldes. In: Tim Sullivan (Hrsg.): Heiße Angst. Droemer Knaur (Knaur-Taschenbücher #1836), 1990, ISBN 978-3-426-01836-1. Auch als: Die Blumen des Waldes. In: Christian Dörge (Hrsg.): Dreizehn Schatten. Apex (13 Shadows #5), 2017, ISBN 978-3-7438-2926-8 (E-Book).
- Out of Reach (in: Authentic Science Fiction, #83 (August) 1957)
  - Deutsch: Das Zeitalter des Krieges. In: Das Ende aller Tage. Moewig (Terra Taschenbuch #120), 1967.
- The Ice Mass Cometh (in: New Worlds Science Fiction, #66 December 1957)
- Supercity (1957, in: Space, Time and Nathaniel)
  - Deutsch: Alles durch nichts. In: Raum, Zeit und Nathaniel. Heyne SF & F #3406, 1974, ISBN 978-3-453-30301-0.
- The Shubshub Race (1957, in: Space, Time and Nathaniel)
  - Deutsch: Das Orakel. In: Raum, Zeit und Nathaniel. Heyne SF & F #3406, 1974, ISBN 978-3-453-30301-0.

1958
- Equator (in: New Worlds Science Fiction, #75 September 1958; auch: Vanguard from Alpha, 1959)
  - Deutsch: Feind aus dem Kosmos. Pabel (Utopia Zukunftsroman #315), 1962. Auch als: Äquator. In: Peter Haining (Hrsg.): Die Zukunftsmacher. Pabel (Terra Taschenbuch #261), 1975. Auch als: Feinde aus dem Kosmos. In: Wolfgang Jeschke (Hrsg.): Chroniken der Zukunft Band 3. Heyne (Welten der Zukunft / Chroniken der Zukunft #3), 1984, ISBN 978-3-453-31149-7.
- Judas Dancing (in: Star Science Fiction, January 1958; auch: Judas Danced)
  - Deutsch: Und Judas tanzte… In: Helmuth W. Mommers und Arnulf D. Krauß (als Arnulf D. Kraus) (Hrsg.): 10 Science Fiction Kriminal-Stories. Heyne-Anthologien #11, 1965.
- Ten-Storey Jigsaw (1958, in: Nebula Science Fiction, Number 26; auch: Ten-Story Jigsaw, 1959)
- The New Father Christmas (in: The Magazine of Fantasy and Science Fiction, January 1958)
  - Deutsch: Der Neue Weihnachtsmann. In: Der unmögliche Stern. Insel (Phantastische Wirklichkeit: Science Fiction der Welt), 1972. Auch als: Der neue Weihnachtsmann. In: SF Perry Rhodan Magazin, 6/79. Pabel, 1979.
- The Pit My Parish (in: New Worlds Science Fiction, #67 January 1958)
- Poor Little Warrior! (in: The Magazine of Fantasy and Science Fiction, April 1958; auch: Poor Little Warrior, 1965)
  - Deutsch: Armer kleiner Krieger! In: Der unmögliche Stern. Insel (Phantastische Wirklichkeit: Science Fiction der Welt), 1972. Auch als: Armes Drachentöterlein. In: Edward L. Ferman und Anne Jordan (Hrsg.): Die besten Horror-Stories. Droemer Knaur (Knaur Horror #1835), 1989, ISBN 978-3-426-01835-4. Auch als: Armer kleiner Krieger. In: Peter Haining (Hrsg.): Gefährliche Possen. Heyne SF & F #5909, 1997, ISBN 978-3-453-13343-3.
- The Carp That Once … (in: Science Fantasy, v10 #28, 1958)
- Journey to the Interior (1958, in: Nebula Science Fiction, Number 30; auch: Gene-Hive, 1959; auch: Gene Hive, 1963)
  - Deutsch: Das Zeitalter der Mutation. In: Das Ende aller Tage. Moewig (Terra Taschenbuch #120), 1967.
- Have Your Hatreds Ready (in: The Magazine of Fantasy and Science Fiction, May 1958; auch: Secret of a Mighty City, 1959)
  - Deutsch: Das Zeitalter des Größenwahns. In: Das Ende aller Tage. Moewig (Terra Taschenbuch #120), 1967. Auch als: Das Geheimnis einer großen Stadt. In: Nova, #2. Verlag Nummer Eins (Nummer Eins Books on Demand #4085), 2003, ISBN 978-3-8311-4085-5.
- Blighted Profile (in: Science Fantasy, v10 #29, 1958)
- Ninian’s Experiences (1958, in: Nebula Science Fiction, Number 31)
- But Who Can Replace a Man? (in: Infinity Science Fiction, June 1958; auch: Who Can Replace a Man?, 1959)
  - Deutsch: Das Zeitalter der Roboter. In: Das Ende aller Tage. Moewig (Terra Taschenbuch #120), 1967. Auch als: Die Herrschaft der Maschinen. In: Robert Silverberg (Hrsg.): Menschen und Maschinen. Moewig (Terra Taschenbuch #181), 1970. Auch als: Wer kann den Menschen ersetzen? In: Der unmögliche Stern. Insel (Phantastische Wirklichkeit: Science Fiction der Welt), 1972. Auch als: Wer kann einen Menschen ersetzen? In: Isaac Asimov, Martin Greenberg und Joseph Olander (Hrsg.): Fragezeichen Zukunft. Moewig (Playboy Science Fiction #6736), 1984, ISBN 978-3-8118-6736-9.
- Segregation (in: New Worlds Science Fiction, #73 July 1958; auch: The Game of God, 1963; auch: Planet of Death, 1960)
  - Deutsch: Trennung. In: Wolfgang Jeschke (Hrsg.): Science Fiction Story Reader 17. Heyne SF & F #3860, 1982, ISBN 978-3-453-30746-9. Auch als: Ein Gott. In: Dunkler Bruder Zukunft. Originalzusammenstellung. Bastei Lübbe Science Fiction Special #24034, 1982, ISBN 978-3-404-24034-0.
- They Shall Inherit (1958, in: Nebula Science Fiction, Number 32)
- Fourth Factor (1958, in: Nebula Science Fiction, Number 34)
- Carrion Country (in: New Worlds Science Fiction, #77 November 1958)
- Sight of a Silhouette (1958, in: Nebula Science Fiction, Number 36)
- Incentive (in: New Worlds Science Fiction, #78 December 1958)
  - Deutsch: Das Zeitalter der Sterne. In: Das Ende aller Tage. Moewig (Terra Taschenbuch #120), 1967.

1959
- The Arm (1959, in: Nebula Science Fiction, Number 38)
- The Unbeaten Track (in: New Worlds Science Fiction, #79 January 1959; auch: Three’s a Cloud)
- Intangibles, Inc. (in: Science Fantasy, v11 #33, 1959; auch: Intangibles Inc., 1971)
  - Deutsch: Ungreifbarkeiten E. V. In: Die neuen Neandertaler. Übersetzt von Walter Brumm. Heyne SF & F #3195, 1970.
- The Lieutenant (1959, in: Nebula Science Fiction, Number 39)
- The Towers of San Ampa (in: New Worlds Science Fiction, #80 February 1959)
- Are You an Android? (in: Science Fantasy, April 1959)
- The Other One (in: New Worlds Science Fiction, #82 April 1959)
- Fortune’s Fool (1959, in: Science Fantasy, #35 June)
- Legends of Smith’s Burst (1959, in: Nebula Science Fiction, Number 41)
  - Deutsch: Fast wie zu Hause. In: Abenteuer Weltraum. Bastei Lübbe Science Fiction Special #24017, 1981, ISBN 978-3-404-24017-3.
- Safety Valve (in: Future Science Fiction, No. 44, August 1959)

### 1960er Jahre
1960
- Under an English Heaven (1960, in: New Worlds Science Fiction, #90 January)
- Faceless Card (1960, in: Science Fantasy, #40 April)
  - Deutsch: Die leere Karte. In: Christopher Evans (Hrsg.): 7 x Schüttelfrost. Pabel (Vampir Taschenbuch #10), 1974.
- Soldiers Running (1960, in: New Worlds Science Fiction, #95 June; auch: How to Be a Soldier, 1963; auch: Hearts and Engines, 1978)
- Stage-Struck! (1960, in: Science Fantasy, #41 June)
- Original Sinner (1960, in: Science Fiction Adventures, No. 15)
- The Dark Millennia (1960, in: Galaxies Like Grains of Sand)
- The Megalopolis Millennia (1960, in: Galaxies Like Grains of Sand)
- The Mutant Millennia (1960, in: Galaxies Like Grains of Sand)
- The Robot Millennia (1960, in: Galaxies Like Grains of Sand)
- The Star Millennia (1960, in: Galaxies Like Grains of Sand)
- The Sterile Millennia (1960, in: Galaxies Like Grains of Sand)
- The Ultimate Millennia (1960, in: Galaxies Like Grains of Sand)
- The War Millennia (1960, in: Galaxies Like Grains of Sand)
- untitled (1960, in: Galaxies Like Grains of Sand)
  - Deutsch: Prolog. In: Das Ende aller Tage. Moewig (Terra Taschenbuch #120), 1967.
- A Touch of Neanderthal (1960, in: Science Fiction Adventures, No. 16; auch: Neanderthal Planet, 1969)
  - Deutsch: Die neuen Neandertaler. In: Die neuen Neandertaler. Übersetzt von Walter Brumm. Heyne SF & F #3195, 1970.
- Old Hundredth[1] (1960, in: New Worlds Science Fiction, #100 November)
  - Deutsch: Der hundertste Psalm. In: Der unmögliche Stern. Insel (Phantastische Wirklichkeit: Science Fiction der Welt), 1972.

1961
- Moon of Delight (1961, in: New Worlds Science Fiction, #104 March; auch: O Moon of My Delight!, 1963; auch: „O Moon of My Delight!“, 1965; auch: O Moon of My Delight, 1964)
- Hen’s Eyes (in: Amazing Stories, September 1961)

1962
- Basis for Negotiation (1962, in: New Worlds Science Fiction, #114 January)
  - Deutsch: Die Stimme der Vernunft. In: John Carnell (Hrsg.): Die Phase des Schreckens. Pabel-Taschenbuch #277, 1966. Auch als: Verhandlungsbasis. In: Der unmögliche Stern. Insel (Phantastische Wirklichkeit: Science Fiction der Welt), 1972.
- Conversation Piece (1962, in: New Worlds Science Fiction, #115 February)
- Tyrants’ Territory (in: Amazing Stories, March 1962)
- Shards (in: The Magazine of Fantasy and Science Fiction, April 1962)
- A Kind of Artistry (in: The Magazine of Fantasy and Science Fiction, October 1962)
  - Deutsch: Eine Art Kunst. In: Der unmögliche Stern. Insel (Phantastische Wirklichkeit: Science Fiction der Welt), 1972.
- Matrix (in: Science Fantasy, October 1962; auch: Danger: Religion!, 1965)
- A Pleasure Shared (in: Rogue, December 1962)
  - Deutsch: Geteilte Freude. In: Jacquelyn Visick (Hrsg.): Gespenstergeschichten aus London. Fischer Taschenbuch (Fischer Taschenbücher #2817), 1979, ISBN 978-3-596-22817-1.

1963
- Comic Inferno (in: Galaxy Magazine, February 1963)
  - Deutsch: Komisches Inferno. In: Alle Tränen dieser Erde. Übersetzt von Tony Westermayr. Goldmann Science Fiction #0238, 1976, ISBN 978-3-442-23238-3.
- The Under-Privileged (1963, in: New Worlds Science Fiction, May; auch: The Underprivileged, 1964)
  - Deutsch: Die Unterprivilegierten. In: Alle Tränen dieser Erde. Übersetzt von Tony Westermayr. Goldmann Science Fiction #0238, 1976, ISBN 978-3-442-23238-3.
- In the Arena (in: If, July 1963)
  - Deutsch: In der Arena. In: Alle Tränen dieser Erde. Übersetzt von Tony Westermayr. Goldmann Science Fiction #0238, 1976, ISBN 978-3-442-23238-3.
- The Impossible Star (in: Worlds of Tomorrow, August 1963)
  - Deutsch: Der unmögliche Stern. In: Der unmögliche Stern. Insel (Phantastische Wirklichkeit: Science Fiction der Welt), 1972.
- Skeleton Crew (1963, in: Science Fantasy, #62 December)
- The International Smile (1963, in: The Airs of Earth: Science Fiction Stories)

1964
- Sector Azure (1964, in: Starswarm)
  - Deutsch: Sektor Blau. In: Der Sternenschwarm. Heyne SF & F #3124, 1968.
- Sector Diamond (1964, in: Starswarm)
  - Deutsch: Sektor Diamant. In: Der Sternenschwarm. Heyne SF & F #3124, 1968.
- Sector Gray (1964, in: Starswarm; auch: Sector Grey, 1985)
  - Deutsch: Sektor Grau. In: Der Sternenschwarm. Heyne SF & F #3124, 1968.
- Sector Green (1964, in: Starswarm)
- Sector Vermilion (1964, in: Starswarm)
  - Deutsch: Sektor Rot. In: Der Sternenschwarm. Heyne SF & F #3124, 1968.
- Sector Violet (1964, in: Starswarm)
  - Deutsch: Sektor Violett. In: Der Sternenschwarm. Heyne SF & F #3124, 1968.
- Sector Yellow (1964, in: Starswarm)
  - Deutsch: Sektor Gelb. In: Der Sternenschwarm. Heyne SF & F #3124, 1968.
- The Rift (1964, in: Starswarm)
- Counter-Feat (1964, in: New Worlds Science Fiction, February)
- One-Way Strait (1964, in: New Worlds Science Fiction, February)
- The Dark Light-Years (in: Worlds of Tomorrow, April 1964)
- Never Let Go of My Hand! (in: New Worlds SF, #142 May-June 1964)
- Lazarus (in: Science Fantasy, June-July 1964)
- Pink Plastic Gods (in: Science Fantasy, June-July 1964)
- Unauthorised Persons (in: Science Fantasy, June-July 1964)
- No Moon To-night! (in: Science Fantasy, July-August 1964)
- Jungle Substitute (in: Galaxy Magazine, August 1964)
- Man on Bridge (1964, in: John Carnell (Hrsg.): New Writings in S-F 1)
  - Deutsch: Mann auf Brücke. In: Der unmögliche Stern. Insel (Phantastische Wirklichkeit: Science Fiction der Welt), 1972.

1965
- Scarfe’s World (in: Worlds of Tomorrow, March 1965)
- Man in His Time (in: Science Fantasy, April 1965)
  - Deutsch: Der Mann in seiner Zeit. In: Der unmögliche Stern. Insel (Phantastische Wirklichkeit: Science Fiction der Welt), 1972. Auch als: Ein Mann seiner Zeit. In: Poul Anderson und Harry Harrison (Hrsg.): Steigen Sie um auf Science Fiction. Kindler #510, 1972, ISBN 978-3-463-00510-2.
- The Impossible Smile (Part 1 of 2) (in: Science Fantasy, May 1965; auch: The Impossible Smile (Part 2 of 2))
- The Small Betraying Detail (in: New Worlds SF, #150 May 1965)
- The Source (in: New Worlds SF, August 1965)
- Old Time’s Sake (in: New Worlds SF, September 1965)
- Girl and Robot with Flowers (in: New Worlds SF, September 1965; auch: The Girl and the Robot with Flowers, 1968; auch: The Girl and the Robot With Flowers, 1973)
- The Saliva Tree (in: The Magazine of Fantasy and Science Fiction, September 1965)
  - Deutsch: Der Speichelbaum. In: Damon Knight (Hrsg.): Der Gigant. Lichtenberg (Science Fiction für Kenner #5), 1971, ISBN 978-3-7852-2005-4.
- The Day of the Doomed King (in: Science Fantasy, November 1965; auch: Day of the Doomed King, 1966)

1966
- The Lonely Habit (in: Ellery Queen’s Mystery Magazine, June 1966)
- The Oh in Jose (in: Impulse, July 1966; auch: The O in José, 1984)
- Amen and Out (in: New Worlds, August 1966)
  - Deutsch: Amen und aus. In: Science-Fiction-Stories 27. Ullstein 2000 #49 (2976), 1973, ISBN 978-3-548-02976-4.
- Heresies of the Huge God (in: Galaxy Magazine, August 1966)
  - Deutsch: Ketzereien über den gewaltigen Gott. In: Jürgen vom Scheidt (Hrsg.): Das Monster im Park. Nymphenburger, 1970. Auch als: Die Häresien gegen den riesigen Gott. In: Der Moment der Eklipse. Übersetzt von Annette von Charpentier. Bastei Lübbe Science Fiction Special #24049, 1983, ISBN 978-3-404-24049-4. Auch als: Die Häresien des Riesigen Gottes. In: Wolfgang Jeschke (Hrsg.): Titan 23. Heyne SF & F #4171, 1985, ISBN 978-3-453-31133-6.
- Another Little Boy (in: New Worlds SF, September 1966)
- Burning Question (in: The Magazine of Fantasy and Science Fiction, October 1966)
  - Deutsch: Sieg der Schwachen. In: Wulf H. Bergner (Hrsg.): Welt der Illusionen. Heyne SF & F #3110, 1967.
- The Eyes of the Blind King (in: SF Impulse, November 1966)
- The Plot Sickens (in: SF Impulse, December 1966)
- One Role With Relish (1966, in: The Saliva Tree and Other Strange Growths)
- Paternal Care (1966, in: The Saliva Tree and Other Strange Growths)

1967
- Just Passing Through (in: SF Impulse, February 1967)
- Randy’s Syndrome (in: The Magazine of Fantasy and Science Fiction, April 1967)
  - Deutsch: Revolte der Ungeborenen. In: Die neuen Neandertaler. Übersetzt von Walter Brumm. Heyne SF & F #3195, 1970.
- Full Sun (1967, in: Damon Knight (Hrsg.): Orbit 2)
  - Deutsch: Volle Sonne. In: Damon Knight (Hrsg.): Damon Knight’s Collection 4. Fischer Taschenbuch (Fischer Orbit #7), 1972, ISBN 978-3-436-01509-1. Auch als: Die stärkere Natur. In: Science-Fiction-Stories 39. Ullstein 2000 #73 (3067), 1974, ISBN 978-3-548-13067-5.
- Confluence: A Guide for Earthspeakers (in: Punch, August 30, 1967; auch: Confluence, 1968; auch: Confluence (excerpt), 1993)
  - Deutsch: Konfluenz. In: Der Moment der Eklipse. Übersetzt von Annette von Charpentier. Bastei Lübbe Science Fiction Special #24049, 1983, ISBN 978-3-404-24049-4.
- The Night That All Time Broke Out (1967, in: Harlan Ellison (Hrsg.): Dangerous Visions)
  - Deutsch: Als die Zeit ausbrach. In: Harlan Ellison (Hrsg.): 15 Science Fiction-Stories. Heyne-Anthologien #32, 1970. Auch als: Die Nacht, in der die Zeit ausbrach. In: Susanne Päch (Hrsg.): Fabrik der Träume. dtv phantastica #1881, 1982, ISBN 978-3-423-01881-4. Auch als: Als die Zeit ausbrach … In: Karl Michael Armer und Wolfgang Jeschke (Hrsg.): Die Fussangeln der Zeit. Heyne (Bibliothek der Science Fiction Literatur #28), 1984, ISBN 978-3-453-31019-3.
- A Taste for Dostoevsky (1967, in: John Carnell (Hrsg.): New Writings in S-F 10)
  - Deutsch: Ein Faible für Dostojewski. In: Science-Fiction-Stories 65. Ullstein 2000 #126 (3314), 1977, ISBN 978-3-548-03314-3.

1968
- Total Environment (in: Galaxy Magazine, February 1968)
  - Deutsch: Totale Umwelt. In: Science-Fiction-Stories 54. Ullstein 2000 #103 (3187), 1975, ISBN 978-3-548-03187-3.
- Ultimate Construction (1968, in: Harry Harrison: Best SF: 1967)
- Send Her Victorious (in: Amazing Stories, April (June) 1968)
  - Deutsch: Viktorias Welt. In: Die neuen Neandertaler. Übersetzt von Walter Brumm. Heyne SF & F #3195, 1970. Auch als: Geplant im Jahr 2001. In: Alle Tränen dieser Erde. Übersetzt von Tony Westermayr. Goldmann Science Fiction #0238, 1976, ISBN 978-3-442-23238-3.
- Drake-Man Route (in: New Worlds, #182 July 1968)
- Dreamer, Schemer (in: Galaxy Magazine, July 1968)
- The Worm That Flies (1968, in: Joseph Elder (Hrsg.): The Farthest Reaches)
  - Deutsch: Der fliegende Wurm. In: Science-Fiction-Stories 51. Ullstein 2000 #97 (3159), 1975, ISBN 978-3-548-03159-0. Auch als: Der Wurm, der fliegt. In: Der Moment der Eklipse. Übersetzt von Annette von Charpentier. Bastei Lübbe Science Fiction Special #24049, 1983, ISBN 978-3-404-24049-4.
- When I Was Very Jung (in: Galaxy Magazine, September 1968; auch: I dreamed I was Jung last night, 1974)
- The Tell-Tale Heart-Machine (in: Galaxy Magazine, November 1968)

1969
- Ouspenski’s Astrabahn (in: New Worlds,#186 January 1969)
- Greeks Bringing Knee-High Gifts (in: Galaxy Magazine, March 1969)
- Working in the Spaceship Yards (in: Punch, April 9, 1969)
  - Deutsch: In den Raumschiffdocks. In: Herbert W. Franke (Hrsg.): Science Fiction Story Reader 2. Heyne SF & F #3398, 1974, ISBN 978-3-453-30293-8.
- The Moment of Eclipse (in: New Worlds,#190 May 1969)
  - Deutsch: Der Moment der Eklipse. In: Der Moment der Eklipse. Übersetzt von Annette von Charpentier. Bastei Lübbe Science Fiction Special #24049, 1983, ISBN 978-3-404-24049-4.
- The Firmament Theorem (in: New Worlds,#191 June 1969)
- The Shape of Further Things (in: New Worlds,#192 July 1969)
- The Soft Predicament (in: The Magazine of Fantasy and Science Fiction, October 1969)
  - Deutsch: Angstträume. In: Alle Tränen dieser Erde. Übersetzt von Tony Westermayr. Goldmann Science Fiction #0238, 1976, ISBN 978-3-442-23238-3.
- So Far from Prague (1969, in: Langdon Jones (Hrsg.): The New S.F.: An original anthology of modern speculative fiction)
  - Deutsch: Fern von Prag. In: Langdon Jones (Hrsg.): Neue SF: Band 1. Fischer Taschenbuch (Fischer Orbit #31), 1973, ISBN 978-3-436-01768-2.
- Since the Assassination (1969, in: Intangibles Inc. and Other Stories)
  - Deutsch: Mondzeit. In: Die neuen Neandertaler. Übersetzt von Walter Brumm. Heyne SF & F #3195, 1970.
- The Thing Under the Glacier (1969, in: Harry Harrison (Hrsg.): Blast Off)

### 1970er Jahre
1970
- The Secret of Holman Hunt and the Crude Death Rate (in: New Worlds, #197 January 1970)
- Orgy of the Living and the Dying (1970, in: Harry Harrison (Hrsg.): The Year 2000)
  - Deutsch: Die Orgie der Lebenden und der Toten. In: Der Moment der Eklipse. Übersetzt von Annette von Charpentier. Bastei Lübbe Science Fiction Special #24049, 1983, ISBN 978-3-404-24049-4.
- Swastika! (1970, in: Harry Harrison (Hrsg.): Nova 1)
  - Deutsch: Hakenkreuz. In: Der Moment der Eklipse. Übersetzt von Annette von Charpentier. Bastei Lübbe Science Fiction Special #24049, 1983, ISBN 978-3-404-24049-4.
- Cardiac Arrest (in: Fantastic, December 1970)
  - Deutsch: Kurze Unsterblichkeit. In: Alle Tränen dieser Erde. Übersetzt von Tony Westermayr. Goldmann Science Fiction #0238, 1976, ISBN 978-3-442-23238-3.
- The Hunter at His Ease (1970, in: Anthony Cheetham (Hrsg.): Science Against Man)
  - Deutsch: Ein Jäger am Ende der Strecke. In: Wolfgang Jeschke (Hrsg.): Science Fiction Story Reader 3. Heyne SF & F #3421, 1975, ISBN 978-3-453-30311-9.
- Down the Up Escalation (1970, in: The Moment of Eclipse)
  - Deutsch: Die hochführende Rolltreppe hinab. In: Der Moment der Eklipse. Übersetzt von Annette von Charpentier. Bastei Lübbe Science Fiction Special #24049, 1983, ISBN 978-3-404-24049-4.
- That Uncomfortable Pause Between Life and Art … (1970, in: The Moment of Eclipse)
  - Deutsch: Diese unangenehme Lücke zwischen Leben und Kunst. In: Der Moment der Eklipse. Übersetzt von Annette von Charpentier. Bastei Lübbe Science Fiction Special #24049, 1983, ISBN 978-3-404-24049-4.
- The Day We Embarked for Cythera … (1970, in: The Moment of Eclipse; auch: The Day We Embarked for Cythera, 1971)
  - Deutsch: Am Tag des Aufbruchs nach Cythera. In: Der Moment der Eklipse. Übersetzt von Annette von Charpentier. Bastei Lübbe Science Fiction Special #24049, 1983, ISBN 978-3-404-24049-4.
- The Village Swindler (1970, in: The Moment of Eclipse)
  - Deutsch: Der Dorfschwindler. In: Der Moment der Eklipse. Übersetzt von Annette von Charpentier. Bastei Lübbe Science Fiction Special #24049, 1983, ISBN 978-3-404-24049-4.

1971
- The Day Equality Broke Out (1971, in: Harry Harrison: The Year’s Best Science Fiction No. 4)
- Sober Noises of Morning in a Marginal Land (1971, in: Best Science Fiction Stories of Brian W. Aldiss)
  - Deutsch: Nüchterne Morgengeräusche in einem marginalen Land. In: Dunkler Bruder Zukunft. Originalzusammenstellung. Bastei Lübbe Science Fiction Special #24034, 1982, ISBN 978-3-404-24034-0.

1972
- As for Our Fatal Continuity … (1972, in: Michael Moorcock (Hrsg.): New Worlds Quarterly 3; auch: As for Our Fatal Continuity …., 1973)
  - Deutsch: Die letzten Worte. In: Alle Tränen dieser Erde. Übersetzt von Tony Westermayr. Goldmann Science Fiction #0238, 1976, ISBN 978-3-442-23238-3.
- The Ergot Show (1972, in: Harry Harrison (Hrsg.): Nova 2)
  - Deutsch: Die Amphibien der Zeit. In: Harry Harrison (Hrsg.): Nova 2. Bastei Lübbe Science Fiction Taschenbuch #21040, 1973, ISBN 978-3-404-09922-1.
- Lambeth Blossom (1972, in: Thomas N. Scortia (Hrsg.): Strange Bedfellows)
  - Deutsch: Lambeth Blossom. In: Michael Kubiak (Hrsg.): Höhenflüge. Bastei Lübbe Science Fiction Bestseller #22044, 1982, ISBN 978-3-404-22044-1.

1973
- Castle Scene with Penitents (1973, in: Damon Knight (Hrsg.): Orbit 12)
- Serpent Burning on an Altar (1973, in: Damon Knight (Hrsg.): Orbit 12)
- The Young Soldier’s Horoscope (1973, in: Damon Knight (Hrsg.): Orbit 12)
- Woman in Sunlight with Mandolin (1973, in: Damon Knight (Hrsg.): Orbit 12; auch: Woman in Sunlight with Mandoline)
- Strange in a Familiar Way (1973, in: Christopher Carrell (Hrsg.): Beyond This Horizon)
- The Expensive Delicate Ship (1973, in: Harry Harrison (Hrsg.): Nova 3)
  - Deutsch: Das teure feine Schiff. In: Die letzte Runde. Übersetzt von Annette von Charpentier. Bastei Lübbe Science Fiction Special #24056, 1984, ISBN 978-3-404-24056-2.
- The Planet at the Bottom of the Garden (in: Edge, Autumn/Winter 1973)

1974
- Melancholia has a Plastic Core (in: Science Fiction Monthly, January 1974)
- Manuscript Found in a Police State (1974, in: Betty M. Owen (Hrsg.): Nine Strange Stories)
  - Deutsch: Aufzeichnungen aus einem Polizeistaat. In: Herbert W. Franke (Hrsg.): Science Fiction Story Reader 12. Heyne SF & F #3655, 1979, ISBN 978-3-453-30569-4.
- Live? Our Computers Will Do That for Us (1974, in: Damon Knight (Hrsg.): Orbit 15)
  - Deutsch: Leben? Das machen die Computer für uns. In: Die letzte Runde. Übersetzt von Annette von Charpentier. Bastei Lübbe Science Fiction Special #24056, 1984, ISBN 978-3-404-24056-2.
- Three Songs for Enigmatic Lovers (in: The Magazine of Fantasy and Science Fiction, November 1974)
- The Impossible Puppet-Show (1974, in: Giles Gordon und Alex Hamilton (Hrsg.): Factions)
- The Monsters of Ingratitude IV (1974, in: Harry Harrison (Hrsg.): Nova 4; auch: The Monster of Ingratitude IV, 1985)
  - Deutsch: Das Ungeheuer von Undankbarkeit IV. In: Abenteuer Weltraum 2. Bastei Lübbe Science Fiction Special #24051, 1984, ISBN 978-3-404-24051-7. Auch als: Das Monster von Undankbarkeit IV. In: Die letzte Runde. Übersetzt von Annette von Charpentier. Bastei Lübbe Science Fiction Special #24056, 1984, ISBN 978-3-404-24056-2.

1975
- Listen with Big Brother (1975, in: Harry Harrison: Best SF: 1974; auch: Wired for Sound, 1977)
  - Deutsch: Schallverkabelt. In: Die letzte Runde. Übersetzt von Annette von Charpentier. Bastei Lübbe Science Fiction Special #24056, 1984, ISBN 978-3-404-24056-2.
- What You Get for Your Dollar (Excerpt from The Shape of Further Things) (1975, in: Thomas M. Disch (Hrsg.): The New Improved Sun)
- Patagonia’s Delicious Filling Station: Three One-act Plays (1975, in: Hilary Bailey (Hrsg.): New Worlds 9)
- Always Somebody There (1975, in: Roger Elwood (Hrsg.): Tomorrow: New Worlds of Science Fiction)
- Year by Year the Evil Gains (1975, in: Kenneth Bulmer (Hrsg.): New Writings in SF (27))

1976
- Journey to the Heartland (1976, in: Terry Carr (Hrsg.): Universe 6)
  - Deutsch: Reise ins Kernland. In: Die letzte Runde. Übersetzt von Annette von Charpentier. Bastei Lübbe Science Fiction Special #24056, 1984, ISBN 978-3-404-24056-2.
- Appearance of Life (1976, in: Peter Weston (Hrsg.): Andromeda I; auch: An Appearance of Life, 1985)
  - Deutsch: Anschein von Leben. In: Herbert W. Franke (Hrsg.): Science Fiction Story Reader 10. Heyne SF & F #3602, 1978, ISBN 978-3-453-30509-0. Auch als: Ein Anschein von Leben. In: Die letzte Runde. Übersetzt von Annette von Charpentier. Bastei Lübbe Science Fiction Special #24056, 1984, ISBN 978-3-404-24056-2.
- Last Orders (1976, in: S.F. Digest #1)
  - Deutsch: Letzte Bestellung. In: Wolfgang Jeschke (Hrsg.): Heyne Science Fiction Jahresband 1981. Heyne SF & F #3790, 1981, ISBN 978-3-453-30693-6. Auch als: Letzte Runde. In: Die letzte Runde. Übersetzt von Annette von Charpentier. Bastei Lübbe Science Fiction Special #24056, 1984, ISBN 978-3-404-24056-2.
- The Bones of Bertrand Russell: A Tryptich of Absurd Enigmatic Plays (1976, in: Kenneth Bulmer (Hrsg.): New Writings in SF (28))
  - Deutsch: Die Gebeine des Bertrand Russell. In: Wolfgang Jeschke (Hrsg.): Die Gebeine des Bertrand Russell. Heyne SF & F #4057, 1984, ISBN 978-3-453-31000-1.
- The Dark Soul of the Night (1976, in: Terry Carr (Hrsg.): The Ides of Tomorrow: Original Science Fiction Tales of Horror)
- A Space for Reflection (1976, in: Kenneth Bulmer (Hrsg.): New Writings in SF (29); auch: Space for Reflection, 1979)

1977
- My Lady of the Psychiatric Sorrows (1977, in: Terry Carr (Hrsg.): Universe 7)
- Where the Lines Converge (in: Galileo, April 1977)
  - Deutsch: Wo die Linien konvergieren. In: Dunkler Bruder Zukunft. Originalzusammenstellung. Bastei Lübbe Science Fiction Special #24034, 1982, ISBN 978-3-404-24034-0.
- Horsemen (in: Cosmos Science Fiction and Fantasy Magazine, September 1977; auch: New Arrivals, Old Encounters, 1979)
- Author’s Note (Last Orders) (1977, in: Last Orders and Other Stories)
  - Deutsch: Vorbemerkung (Letzte Runde). In: Die letzte Runde. Übersetzt von Annette von Charpentier. Bastei Lübbe Science Fiction Special #24056, 1984, ISBN 978-3-404-24056-2.
- Backwater (1977, in: Last Orders and Other Stories)
  - Deutsch: Brackwasser. In: Die letzte Runde. Übersetzt von Annette von Charpentier. Bastei Lübbe Science Fiction Special #24056, 1984, ISBN 978-3-404-24056-2.
- Creatures of Apogee (1977, in: Last Orders and Other Stories)
  - Deutsch: Wesen von Apogee. In: Die letzte Runde. Übersetzt von Annette von Charpentier. Bastei Lübbe Science Fiction Special #24056, 1984, ISBN 978-3-404-24056-2.
- The Bang-Bang (1977, in: Giles Gordon (Hrsg.): A Book of Contemporary Nightmares)

1978
- Non-Isotropic (in: Galileo, March 1978)
- The Small Stones of Tu Fu (in: Isaac Asimov’s Science Fiction Magazine, March-April 1978)
- Three Ways (in: The Magazine of Fantasy and Science Fiction, April 1978)
  - Deutsch: Drei Wege. In: Manfred Kluge (Hrsg.): Katapult zu den Sternen. Heyne SF & F #3623, 1978, ISBN 978-3-453-30533-5.
- Yin, Yang and Jung: Three Galactic Enigmas (1978, in: Vector 87)
- Enemies of the System (in: The Magazine of Fantasy and Science Fiction, June 1978)
- Indifference (1978, in: Lee Harding (Hrsg.): Rooms of Paradise)
- The Game with the Big Heavy Ball (1978, in: Kenneth Bulmer (Hrsg.): New Writings in SF 30)

1979
- Oh, for a Closer Brush with God (1979, in: Maxim Jakubowski (Hrsg.): Twenty Houses of the Zodiac; auch: Bill Carter Takes Over, 1989)
  - Deutsch: Oh, um Gott einmal nahe zu sein. In: Maxim Jakubowski (Hrsg.): Quasar 2. Bastei Lübbe Science Fiction Bestseller #22019, 1980, ISBN 978-3-404-22019-9. Auch als: Die Nähe Gottes. In: Der Flug der Gezeiten. Bastei Lübbe Science Fiction Special #24110, 1988, ISBN 978-3-404-24110-1.
- A Spot of Konfrontation (1979, in: New Arrivals, Old Encounters)
- One Blink of the Moon (1979, in: New Arrivals, Old Encounters)
- Song of the Silencer (1979, in: New Arrivals, Old Encounters)
- The Impossible Puppet Show (1979, in: New Arrivals, Old Encounters)

### 1980er Jahre
1980
- In the Halls of the Hereafter • [Three Evolutionary Enigmas • 2] (in: Something Else, #1, Spring 1980)
- The Man Who Saw Cliff Richard (in: Something Else, #2 Winter 1980; auch: Just Back From Java, 1981)
- The Ancestral Home of Thought • [Three Evolutionary Enigmas • 3] (in: Something Else, #1, Spring 1980)
- The Fall of Species B • [Three Evolutionary Enigmas • 1] (in: Something Else, #1, Spring 1980)

1981
- End Game (in: Isaac Asimov’s Science Fiction Magazine, December 21, 1981)
- Boat Animals (1981, in: Foreign Bodies)
- Foreign Bodies (1981, in: Foreign Bodies)
- Frontiers (1981, in: Foreign Bodies)
- The Skeleton (1981, in: Foreign Bodies)

1982
- Call Yourself a Christian (1982, in: Fifty Extremely SF* Stories)
- How the Boy Icarus Grew Up and, After a Legendary Disaster, Learnt New Things About Himself and the External World, Until He Was Able to Comprehend the Magic That Had Been His in His Earliest Years /or/ Second Flight (1982, in: Fifty Extremely SF* Stories)
- A Private Whale (1982, in: Alan Ryan (Hrsg.): Perpetual Light)
- Parasites of Passion (in: Isaac Asimov’s Science Fiction Magazine, April 1982)
  - Deutsch: Parasiten der Leidenschaft. In: Friedel Wahren (Hrsg.): Isaac Asimovs Science Fiction Magazin 16. Folge. Heyne SF & F #3940, 1982, ISBN 978-3-453-30866-4.
- Door Slams in Fourth World (in: The Magazine of Fantasy & Science Fiction, October 1982)
  - Deutsch: Tür schlägt zu in der Vierten Welt. In: Wolfgang Jeschke (Hrsg.): Heyne Science Fiction Jahresband 1987. Heyne SF & F #4385, 1987, ISBN 978-3-453-31380-4.

1983
- The Blue Background (in: Isaac Asimov’s Science Fiction Magazine, April 1983)
  - Deutsch: Der blaue Hintergrund. In: Der Flug der Gezeiten. Bastei Lübbe Science Fiction Special #24110, 1988, ISBN 978-3-404-24110-1.
- The Girl Who Sang (1983, in: Maxim Jakubowski (Hrsg.): Lands of Never)
  - Deutsch: Das Mädchen, das sang. In: Der Flug der Gezeiten. Bastei Lübbe Science Fiction Special #24110, 1988, ISBN 978-3-404-24110-1.
- Consolations of Age (1983, in: Bestsellers Vol. 3, No. 9: Best of Aldiss)
  - Deutsch: Die Tröstungen des Alters. In: Der Flug der Gezeiten. Bastei Lübbe Science Fiction Special #24110, 1988, ISBN 978-3-404-24110-1.

1984
- The Gods in Flight (in: Interzone, #9 Autumn 1984)
  - Deutsch: Die Götter auf der Flucht. In: Der Flug der Gezeiten. Bastei Lübbe Science Fiction Special #24110, 1988, ISBN 978-3-404-24110-1.
- VIII The Rape of the Mother (excerpt from Helliconia Winter) (in: Locus, #284 September 1984)
- Igur and the Mountain (1984, in: Seasons in Flight)
  - Deutsch: Igur und der Berg. In: Der Flug der Gezeiten. Bastei Lübbe Science Fiction Special #24110, 1988, ISBN 978-3-404-24110-1.
- Incident in a Far Country (1984, in: Seasons in Flight)
  - Deutsch: Zwischenfall in einem fernen Land. In: Der Flug der Gezeiten. Bastei Lübbe Science Fiction Special #24110, 1988, ISBN 978-3-404-24110-1.
- The Other Side of the Lake (1984, in: Seasons in Flight)
  - Deutsch: Am anderen Ufer des Sees. In: Der Flug der Gezeiten. Bastei Lübbe Science Fiction Special #24110, 1988, ISBN 978-3-404-24110-1.
- The Plain, the Endless Plain (1984, in: Seasons in Flight)
  - Deutsch: Die endlose Ebene. In: Der Flug der Gezeiten. Bastei Lübbe Science Fiction Special #24110, 1988, ISBN 978-3-404-24110-1.

1985
- Der Geist von Loch Awe (1985, in: Peter Wilfert (Hrsg.): Goldmann Fantasy Foliant III)
- You Never Asked My Name (in: The Magazine of Fantasy & Science Fiction, November 1985)
- Hearts and Engines (1985, in: Starswarm)
- Sector Mauve (1985, in: Starswarm)
- The Mingled Millennia (1985, in: Galaxies Like Grains of Sand)

1986
- Juniper (1986, in: Seasons in Flight)
  - Deutsch: Juniperus. In: Der Flug der Gezeiten. Bastei Lübbe Science Fiction Special #24110, 1988, ISBN 978-3-404-24110-1.
- The Difficulties Involved in Photographing Nix Olympica (in: Isaac Asimov’s Science Fiction Magazine, May 1986)
- Lies (1986, in: David D. Deyo Jr. (Hrsg.): All the Devils Are Here)
- Infestation (1986, in: Frederik Pohl und Elizabeth Anne Hull (Hrsg.): Tales from the Planet Earth)

1987
- The Price of Cabbages (1987, in: Robert Holdstock und Christopher Evans (Hrsg.): Other Edens)
- The Magic of the Past (1987, in: The Magic of the Past)
- North Scarning (1987, in: The Magic of the Past)
- Tourney (1987, in: Roz Kaveney (Hrsg.): Tales from the Forbidden Planet)
- The Ascent of Humbelstein (1987, in: Science Fiction Blues Programme Book)
- Those Shouting Nights (1987, in: Science Fiction Blues Programme Book)
- Traveller, Traveller, Seek Your Wife in the Forests of This Life (1987, in: Science Fiction Blues Programme Book; auch: Traveler, Traveler, Seek Your Wife in the Forests of This Life, 1988)

1988
- Happiness and Suffering, the Triumph of La Vie Over Death (1988, in: Rob Meades und David B. Wake (Hrsg.): The Drabble Project)
- How an Inner Door Opened to My Heart (in: The Magazine of Fantasy & Science Fiction, April 1988)
  - Deutsch: Wie sich eine innere Tür meinem Herzen öffnete. In: Ronald M. Hahn (Hrsg.): In Video Veritas. Heyne SF & F #4621, 1989, ISBN 978-3-453-03492-1.
- Bill Carter Takes Over (play) (1988, in: Science Fiction Blues)
- Conversation on Progress (play) (1988, in: Science Fiction Blues)
- Drinks with the Spider King (play) (1988, in: Science Fiction Blues)
- Juniper (play) (1988, in: Science Fiction Blues)
- Last Orders (play) (1988, in: Science Fiction Blues)
- Science Fiction Blues (play) (1988, in: Science Fiction Blues)
- Super-Toys Last All Summer Long (play) (1988, in: Science Fiction Blues)
- Talking Heads (play) (1988, in: Science Fiction Blues)
- The Death of Art? (play) (1988, in: Science Fiction Blues)
- The Expensive Delicate Ship (play) (1988, in: Science Fiction Blues)
- Three Serials (play) (1988, in: Science Fiction Blues)
- Confluence Revisited (1988, in: Robert Holdstock und Christopher Evans (Hrsg.): Other Edens II)

1989
- Engima 3: The Aperture Moment (1989, in: Last Orders)
- Days in the Life of a Galactic Empire (1989, in: David S. Garnett (Hrsg.): Zenith: The Best in New British Science Fiction; auch: A Day in the Life of a Galactic Empire, 1993)
- Three Degrees Over (1989, in: Chris Morgan (Hrsg.): Dark Fantasies)
  - Deutsch: Drei Grad zuviel. In: Wolfgang Jeschke (Hrsg.): Riffprimaten. Heyne SF & F #5390, ISBN 978-3-453-09454-3. Auch als: Drei Grad drüber. In: Chris Morgan (Hrsg.): Schwarze Visionen. Droemer Knaur (Knaur Horror #70009), 1994, ISBN 978-3-426-70009-9.
- Lies! (1989, in: A Romance of the Equator: Best Fantasy Stories)
- The Big Question (1989, in: A Romance of the Equator: Best Fantasy Stories)
- North of the Abyss (in: The Magazine of Fantasy & Science Fiction, October 1989)
  - Deutsch: Vor dem Abgrund. In: Wolfgang Jeschke (Hrsg.): Die Verwandlung. Heyne SF & F #5495, ISBN 978-3-453-10935-3. Auch als: North in der Unterwelt. In: Arthur W. Saha (Hrsg.) und Donald A. Wollheim (Hrsg.): Die besten Stories der amerikanischen Science Fiction: Worlds Best SF 9. Bastei Lübbe Science Fiction Special #24132, 1990, ISBN 978-3-404-24132-3.
- A Tupolev Too Far (1989, in: Christopher Evans und Robert Holdstock (Hrsg.): Other Edens III)

### 1990er Jahre
1990
- Adventures in the Fur Trade (in: New Pathways, July 1990)
- A Life of Matter and Death (in: Interzone, #38 August 1990)

1991
- People—Alone—Injury—Artwork (in: New Pathways, January 1991)
- Better Morphosis (1991, in: Bodily Functions)
  - Deutsch: Die bessere Verwandlung. In: Ronald M. Hahn (Hrsg.): Johnnys Inferno. Heyne SF & F #5049, 1993, ISBN 978-3-453-06620-5. Auch als: Die Verwandlung II. In: Wolfgang Jeschke (Hrsg.): Die säumige Zeitmaschine. Heyne SF & F #5645, 1997, ISBN 978-3-453-11905-5.
- Going for a Pee (1991, in: Bodily Functions)
- FOAM (1991, in: David Garnett (Hrsg.): New Worlds 1)
- Summertime Was Nearly Over (1991, in: Megan Miller, David Keller, Byron Preiss und John Betancourt (Hrsg.): The Ultimate Frankenstein)
  - Deutsch: Der Sommer war fast vorbei. In: Manfred Kluge (Hrsg.): Frankenstein. Heyne Allgemeine Reihe #9280, 1995, ISBN 978-3-453-08523-7.

1992
- Ratbird (1992, in: David Garnett (Hrsg.): New Worlds 2)
  - Deutsch: Rattenvogel. In: Wolfgang Jeschke (Hrsg.): Die letzten Bastionen. Heyne SF & F #5880, 1998, ISBN 978-3-453-12659-6.
- Softly – As in an Evening Sunrise (in: Interzone, #62 August 1992)
- Horse Meat (in: Interzone, #65 November 1992)
- Common Clay (in: The Magazine of Fantasy & Science Fiction, December 1992)

1993
- Friendship Bridge (1993, in: David Garnett (Hrsg.): New Worlds 3)

1994
- The Monster of Everyday Life (in: Interzone, #80 February 1994)
- The Madonna of Futurity (1994, in: Karen Haber und Robert Silverberg (Hrsg.): Universe 3)
  - Deutsch: Die Madonna der Zukunft. In: Wolfgang Jeschke (Hrsg.): Heyne Science Fiction Jahresband 1994. Heyne SF & F #5100, 1994, ISBN 978-3-453-07264-0.
- The God Who Slept With Women (in: Asimov’s Science Fiction, May 1994)
- Else the Isle with Calibans (1994, in: Katharine Kerr und Martin H. Greenberg (Hrsg.): Weird Tales from Shakespeare)
- The Dream of Antigone (1994, in: Peter Crowther (Hrsg.): Blue Motel; auch: A Dream of Antigone, 1995)
- The Servant Problem (in: Crank! #3, Spring 1994)

1995
- Becoming the Full Butterfly (in: Interzone, #93 March 1995)
  - Deutsch: Wie aus der Larve ein Schmetterling wird. In: Künstliche Intelligenzen. Heyne Allgemeine Reihe #20078, 2001, ISBN 978-3-453-19100-6.
- Into the Tunnel! (in: Asimov’s Science Fiction, April 1995)
  - Deutsch: In den Tunnel. In: Friedel Wahren (Hrsg.): Asimovs Science Fiction 47. Folge. Heyne SF & F #5481, 1996, ISBN 978-3-453-10918-6.
- An Unwritten Love Note (1995, in: The Secret of This Book)
- A Swedish Birthday Present (1995, in: The Secret of This Book)
- Evans in His Moment of Glory (1995, in: The Secret of This Book)
- Headless (1995, in: The Secret of This Book)
  - Deutsch: Kopflos. In: Künstliche Intelligenzen. Heyne Allgemeine Reihe #20078, 2001, ISBN 978-3-453-19100-6.
- How the Gates Opened and Closed (1995, in: The Secret of This Book)
- If Hamlet’s Uncle Had Been a Nicer Guy (1995, in: The Secret of This Book)
- Making My Father Read Revered Writings (1995, in: The Secret of This Book)
- Sitting With Sick Wasps (1995, in: The Secret of This Book)
- The Mistakes, Miseries and Misfortunes of Mankind (1995, in: The Secret of This Book)
- Travelling Towards Humbris (1995, in: The Secret of This Book)
- Compulsory Holidays For All (1995, in: Martin Tudor (Hrsg.): Overload)
- The Eye-Opener (in: Interzone, #101 November 1995; auch: The Eye Opener, 2005)

1996
- Dark Society (1996, in: Peter Crowther und Edward E. Kramer (Hrsg.): Dante’s Disciples)
  - Deutsch: Gesellschaft der Finsternis. In: Künstliche Intelligenzen. Heyne Allgemeine Reihe #20078, 2001, ISBN 978-3-453-19100-6.

1997
- The Enigma of the Three Moons (in: Asimov’s Science Fiction, May 1997)
- Death, Shit, Love, Transfiguration (1997, in: David Garnett (Hrsg.): New Worlds)

1999
- An Apollo Asteroid (1999, in: Peter Crowther (Hrsg.): Moon Shots)

### 2000er Jahre
2000
- Cognitive Ability and the Light Bulb (in: Nature, January 20, 2000)
  - Deutsch: Kognitive Fähigkeit und die Glühbirne. In: Künstliche Intelligenzen. Heyne Allgemeine Reihe #20078, 2001, ISBN 978-3-453-19100-6.
- Steppenpferd (in: The Magazine of Fantasy & Science Fiction, February 2000)
  - Deutsch: Steppenpferd. In: Künstliche Intelligenzen. Heyne Allgemeine Reihe #20078, 2001, ISBN 978-3-453-19100-6.
- Apogee Again (2000, in: Rosemary Phipps (Hrsg.): Art After Apogee)
  - Deutsch: Größte Erdferne. In: Künstliche Intelligenzen. Heyne Allgemeine Reihe #20078, 2001, ISBN 978-3-453-19100-6.

2001
- A Matter of Mathematics (2001, in: Supertoys Last All Summer Long and Other Stories of Future Time)
  - Deutsch: Eine Frage der Mathematik. In: Künstliche Intelligenzen. Heyne Allgemeine Reihe #20078, 2001, ISBN 978-3-453-19100-6.
- A Whiter Mars: A Socratic Dialogue of Times to Come (2001, in: Supertoys Last All Summer Long and Other Stories of Future Time)
  - Deutsch: Ein weißer Mars. In: Künstliche Intelligenzen. Heyne Allgemeine Reihe #20078, 2001, ISBN 978-3-453-19100-6.
- Beef (2001, in: Supertoys Last All Summer Long and Other Stories of Future Time)
  - Deutsch: Rindfleisch. In: Künstliche Intelligenzen. Heyne Allgemeine Reihe #20078, 2001, ISBN 978-3-453-19100-6.
- Galaxy Zee (2001, in: Supertoys Last All Summer Long and Other Stories of Future Time)
  - Deutsch: Galaxis Z. In: Künstliche Intelligenzen. Heyne Allgemeine Reihe #20078, 2001, ISBN 978-3-453-19100-6.
- III (2001, in: Supertoys Last All Summer Long and Other Stories of Future Time)
  - Deutsch: III. In: Künstliche Intelligenzen. Heyne Allgemeine Reihe #20078, 2001, ISBN 978-3-453-19100-6.
- Marvells of Utopia (2001, in: Supertoys Last All Summer Long and Other Stories of Future Time)
  - Deutsch: Wunder der Utopie. In: Künstliche Intelligenzen. Heyne Allgemeine Reihe #20078, 2001, ISBN 978-3-453-19100-6.
- Nothing in Life Is Ever Enough (2001, in: Supertoys Last All Summer Long and Other Stories of Future Time)
  - Deutsch: Nichts im Leben reicht für alle Zeiten. In: Künstliche Intelligenzen. Heyne Allgemeine Reihe #20078, 2001, ISBN 978-3-453-19100-6.
- The Old Mythyology (2001, in: Supertoys Last All Summer Long and Other Stories of Future Time)
  - Deutsch: Die alte Geschichte. In: Künstliche Intelligenzen. Heyne Allgemeine Reihe #20078, 2001, ISBN 978-3-453-19100-6.
- The Pause Button (2001, in: Supertoys Last All Summer Long and Other Stories of Future Time)
  - Deutsch: Die Pausentaste. In: Künstliche Intelligenzen. Heyne Allgemeine Reihe #20078, 2001, ISBN 978-3-453-19100-6.
- Three Types of Solitude (2001, in: Supertoys Last All Summer Long and Other Stories of Future Time)
  - Deutsch: Drei Arten von Einsamkeit. In: Künstliche Intelligenzen. Heyne Allgemeine Reihe #20078, 2001, ISBN 978-3-453-19100-6.

2002
- Aboard the Beatitude (2002, in: Sheila E. Gilbert und Elizabeth R. Wollheim (Hrsg.): Science Fiction: DAW 30th Anniversary)
- Near Earth Object (2002, in: Peter Crowther (Hrsg.): Mars Probes)

2003
- The Hibernators (in: Asimov’s Science Fiction, October-November 2003)
- Commander Calex Killed (in: The Third Alternative #33, Winter 2003; auch: Commander Calex Killed, Fire and Fury at the Edge of World, Scones Perfect, 2005)

2004
- Tarzan of the Alps (2004, in: Postscripts, #1 Spring)

2005
- Ten Billion of Them (2005, in: Peter Crowther (Hrsg.): Constellations: The Best of New British SF)
- Dusk Flight (2005, in: Cultural Breaks)
- Pipeline (in: Asimov’s Science Fiction, September 2005)
- The Man and a Man with His Mule (2005, in: Cultural Breaks)
- The National Heritage (2005, in: Cultural Breaks)
- Tralee of Man Young (2005, in: Cultural Breaks)

2006
- Tiger in the Night (2006, in: Steven Savile und Alethea Kontis (Hrsg.): Elemental: The Tsunami Relief Anthology: Stories of Science Fiction and Fantasy)
- Building Sixteen (2006, in: Paul Kane und Marie O’Regan (Hrsg.): The British Fantasy Society: A Celebration)
- Safe! (in: Asimov’s Science Fiction, December 2006)

2007
- Four Ladies of the Apocalypse (2007, in: George Mann (Hrsg.): The Solaris Book of New Science Fiction)
- Life, Learning, Leipzig and a Librarian (in: Postscripts, Autumn 2007)

2008
- Mortistan (2008, in: A Prehistory of Mind)
- Peculiar Bone, Unimaginable Key (2008, in: Ian Whates (Hrsg.): Celebration: Commemorating the 50th Anniversary of the British Science Fiction Association)
- Fandom at the Palace (in: Postscripts, Summer 2008)

### 2010er Jahre
2010
- The First-Born (2010, in: Elizabeth Anne Hull (Hrsg.): Gateways)
- Hapless Humanity (2010, in: Allen Ashley (Hrsg.): Catastrophia)
- Benkoelen (2011, in: Gordon Van Gelder (Hrsg.): Welcome to the Greenhouse)

2011
- Less Than Kin, More Than Kind (2011, in: Magda Raczynska und Ra Page (Hrsg.): Lemistry: A Celebration of the Work of Stanislaw Lem)

2013
- The Hungers of an Old Language (2013, in: Kate Bernheimer (Hrsg.): xo Orpheus: Fifty New Myths)
- A Book in Time (2013, in: The Complete Short Stories: The 1950s)
- The Bomb-Proof Bomb (2013, in: The Complete Short Stories: The 1950s)
- Tradesman’s Exit (2013, in: The Complete Short Stories: The 1950s)
- After the Party (2013, in: The Invention of Happiness)
- A Middle Class Dinner (2013, in: The Invention of Happiness)
- Belief (2013, in: The Invention of Happiness)
- Beyond Plato’s Cave (2013, in: The Invention of Happiness)
- Camões (2013, in: The Invention of Happiness)
- Days Gone By (2013, in: The Invention of Happiness)
- Flying and Bombing (2013, in: The Invention of Happiness)
- Flying Singapore Airlines (2013, in: The Invention of Happiness)
- How High is a Cathedral? (2013, in: The Invention of Happiness)
- Illusions of Reality (2013, in: The Invention of Happiness)
- Lady with Apple Trees (2013, in: The Invention of Happiness)
- Moderns on Ancient Ancestors (2013, in: The Invention of Happiness)
- Molly Smiles Forever (2013, in: The Invention of Happiness)
- Munch (2013, in: The Invention of Happiness)
- Old Mother (2013, in: The Invention of Happiness)
- Our Moment of Appearance (2013, in: The Invention of Happiness)
- Peace and War (2013, in: The Invention of Happiness)
- The Apology (2013, in: The Invention of Happiness)
- The Bone Show (2013, in: The Invention of Happiness)
- The Great Plains (2013, in: The Invention of Happiness)
- The Invention of Happiness (2013, in: The Invention of Happiness)
- The Last of the Hound-Folk (2013, in: The Invention of Happiness)
- The Light Really (2013, in: The Invention of Happiness)
- The Mighty Mi Tok of Beijing (2013, in: Stephen Cass (Hrsg.): Twelve Tomorrows)
- The Mistake They Made (2013, in: The Invention of Happiness)
- The Music of Sound (2013, in: The Invention of Happiness)
- The Question of Atmosphere (2013, in: The Invention of Happiness)
- The Sand Castle (2013, in: The Invention of Happiness)
- The Silent Cosmos (2013, in: The Invention of Happiness)
- The Village of Stillthorpe (2013, in: The Invention of Happiness)
- The Vintage Cottage (2013, in: The Invention of Happiness)
- What Befell the Tadpole (2013, in: The Invention of Happiness)
- Writings on the Rock (2013, in: The Invention of Happiness)

2016
- Abundances Above (2016, in: Nick Gevers (Hrsg.): The Dragons of the Night (Postscripts #36/37))